# ور ثندر
ور ثندر (رعد الحرب) (بالإنجليزية: War Thunder)‏ لعبة كثيفة اللاعبين على الإنترنت متعددة المنصات ترتكز على المركبات القتالية قامت بتطويرها شركة غايجين إنترتنمنت لأنظمة مايكروسوفت ويندوز وماك أوس ولينكس وبلاي ستيشن 4 وإنفيديا شيلد. سيتم إصداره قريباً لـ إكس بوكس ون.

## روابط خارجية
- ور ثندر على موقع IMDb (الإنجليزية)